# Кавкаска смрча
Кавкаска смрча (или смрека), позната још и као оријентална смрча (лат. Picea orientalis) је врста смрче, иначе хортикултурна биљка.

## Опис биљке
Стабло је усправно и до 60 m високо, дебљине преко 2 m. Крошња је густа и чуњаста. Пупољци су јајасти, дуги око 3 mm и без смоле. Иглице су круте, тамнозелене сјајне и са тупим врхом, на стеригмама. Дуге су до 8 mm. Шишарке су јајасто цилиндричне, дуге 5-9, а широке 1,5-2,5 cm. Семена су црвенкаста, дуга један до два милиметра са знатно дужим крилцетом јајоликог облика. „Цвета“ у априлу и мају. Размножава се семеном, ређе вегетативно.

## Ареали станиште
Образује шуме на Кавказу и планинама североисточних делова Мале Азије у распону од 1.000 до 2.000 m надморске висине.

## Узгајање
Ова врста споро расте, али није захтевна у погледу едафских фактора. Потребна јој је влажност како земљишта, тако и ваздуха. Орезивање добро подноси. Познато је неколико хортикултурних облика.